# Mitko Stojkovski
Dimitrija "Mitko" Stojkovski (mak. Митко Стојковски; Bitola, 18. prosinca 1972.) je umirovljeni makedonski nogometaš i nacionalni reprezentativac.

## Karijera

### Klupska karijera
Igrač je karijeru započeo u domaćem Pelisteru s kojim je igrao u drugoj jugoslavenskoj ligi. Ubrzo su zapažene njegove dobre igre te je 1991. prešao u beogradsku Crvenu zvezdu koja je te godine osvojila Ligu prvaka. U klubu je igrao četiri sezone te je u tom razdoblju s klubom osvojio jedno prvenstvo SR Jugoslavije i dva nacionalna kupa. U legendardnom 100. Vječnom derbiju protiv gradskog rivala Partizana, Stojkovski je zabio gol te je proglašen igračem utakmice.
1995. Mitko Stojkovski potpisuje za španjolski Real Oviedo koji je tada igrao u La Ligi te je u dvije sezone skupio 63 prvenstvena nastupa.
Nakon dvije godine igrač prelazi u njemački VfB Stuttgart s kojim je 1998. igrao u finalu Kupa pobjednika kupova protiv engleskog Chelseaja te je iste godine osvojio i njemački Liga kup.
1999. nogometaš se vraća u Pelister s kojim je u sezoni 2000./01. osvojio makedonski kup te završetkom iste prekinuo nogometnu karijeru.

### Reprezentativna karijera
Stojkovski je za Makedoniju debitirao 1994. godine te je do 2002. skupio 29 nastupa i zabio pet golova za nacionalnu selekciju.

## Osvojeni trofeji

### Klupski trofeji
| Klub                | Trofej                   | Godina         |
| SR Jugoslavija      | SR Jugoslavija           | SR Jugoslavija |
| ------------------- | ------------------------ | -------------- |
| Crvena zvezda       | Kup SR Jugoslavije       | 1993.          |
| Crvena zvezda       | Prvenstvo SR Jugoslavije | 1995.          |
| Crvena zvezda       | Kup SR Jugoslavije       | 1995.          |
| Njemačka            |                          |                |
| VfB Stuttgart       | Njemački Liga kup        | 1998.          |
| Sjeverna Makedonija |                          |                |
| Pelister            | Makedonski kup           | 2001.          |

## Vanjske poveznice
- Profil igrača na Weltfussball.de  Arhivirana inačica izvorne stranice od 29. rujna 2007. (Wayback Machine)
- Profil igrača na LFP.es
- National Football Teams.com
- FIFA.com  Arhivirana inačica izvorne stranice od 26. listopada 2012. (Wayback Machine)